# The Osbournes
A The Osbournes egy népszerű valóságshow volt, amelyet Jonathan Taylor készített az MTV számára 2002-ben. A műsor a Black Sabbath énekesének, Ozzy Osbourne-nak és családjának életét mutatja be. A produkció fennállása alatt sokan hitték azt, hogy egy megrendezett dologról van szó. Ennek ellenére népszerű sorozat volt, szinte már kultikus státuszt ért el.[forrás?] 4 évadot élt meg 52 epizóddal. 24 perces egy epizód. Amerikában 2002. március 5-étől 2005. március 21-éig vetítették. Magyarországon is az MTV adta le, eredeti nyelven. Az évek során tervbe került a műsor feltámasztása, de végül semmi nem lett a dologból.